# トッレ・パッラヴィチーナ
トッレ・パッラヴィチーナ（イタリア語: Torre Pallavicina  ( 音声ファイル)）は、イタリア共和国ロンバルディア州ベルガモ県にある、人口約1,100人の基礎自治体（コムーネ）。

## 地理

### 位置・広がり
ベルガモ県南東端のコムーネ。ブレシアから西南西へ29km、県都ベルガモから南南東へ32km、クレモナから北北西へ36km、州都ミラノから東へ53kmの距離にある。

#### 隣接コムーネ
隣接するコムーネは以下の通り。括弧内のBSはブレシア県、CRはクレモナ県所属を示す。
- フォンタネッラ
- オルツィヌオーヴィ (BS)
- プメネンゴ
- ロッカフランカ (BS)
- ソンチーノ (CR)

### 地震分類
イタリアの地震リスク階級 (it) では、3 に分類される
。

## 行政

### 分離集落
トッレ・パッラヴィチーナには、以下の分離集落（フラツィオーネ）がある。
- Villanuova (sede comunale), Torre, Santa Maria, Portici